# Golfo de Carpentaria
El golfo de Carpentaria (del inglés: Gulf of Carpentaria) es un gran entrante poco profundo en la costa septentrional australiana del mar de Arafura, el mar localizado entre Australia y Nueva Guinea. Administrativamente, las costas del golfo pretenecen a los estados australianos de Territorio del Norte y Queensland.

## Historia

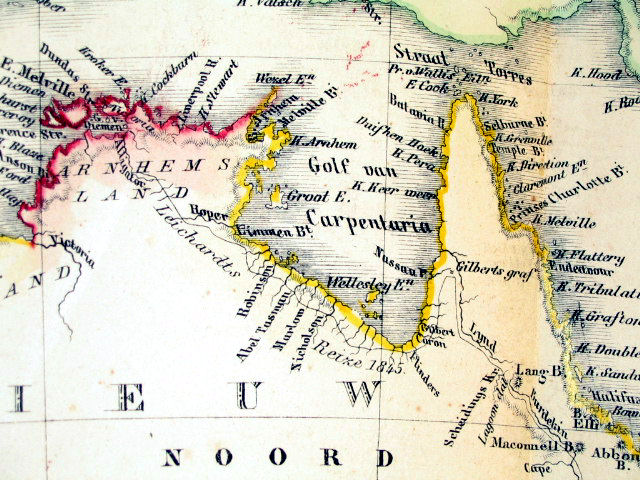
El golfo en un mapa neerlandés de 1859

El primer explorador europeo que visitó la región del que se tienen noticias fue el holandés Willem Janszoon, en su viaje de 1606. Su compatriota Jan Carstenszoon (o Carstensz) visitó el golfo en 1623 y lo nombró en honor a Pieter de Carpentier, que en esa época era el Gobernador general de las Indias Orientales Neerlandesas. Abel Tasman también exploró sus costas en 1644. 
La región fue explorada posteriormente por Matthew Flinders en 1802 y 1803, que levantó mapas del área. 
El primer explorador que penetró en tierra en la zona fue el prusiano Ludwig Leichhardt, que atravesó el área en 1844 y 1845. Fue seguido por Augustus Charles Gregory de la Expedición al Norte de Australia en 1856, y luego por la Expedición de Burke y Wills en 1861. John McKinlay, Frederick Walker y William Landsborough encabezaron distintos grupos en la zona del golfo en busca de Burke y Wills en 1861 y 1862.

## Geografía
El golfo de Carpentaria, generalmente, tiene como límite norte una línea definida desde punta Slade (la esquina noroeste de la península del Cabo York), en el noreste, hasta el cabo Arnhem (el punto más oriental de la Tierra de Arnhem), en el oeste. En su boca, el golfo tiene 590 km de ancho, y más al sur, 675 km. La longitud de norte a sur es de más de 700 km. Comprende una superficie de agua de alrededor de 300.000 km². La profundidad en general es de entre 55 y 66 m y no excede de 82 m.
La tierra que rodea el golfo es por lo general plana y baja. Hacia el oeste se encuentra la tierra de Arnhem y la parte norte del Territorio del Norte. Por el este se extiende la península del Cabo York. El área hacia el sur (que al igual que la península de cabo York, forma parte de Queensland) es llamada «territorio del golfo» o «el golfo» a secas.
En términos geológicos, el golfo es joven —ya que durante la última era glacial estuvo seco (gran parte de la plataforma continental Sahul, que subyace bajo el golfo, era tierra firme).

### Geografía marítima
Algunas veces el golfo de Arafura suele considerarse como un mar independiente del mar de Arafura, pero la máxima autoridad internacional en materia de delimitación de mares, la Organización Hidrográfica Internacional («International Hydrographic Organization, IHO), no lo considera como un mar sino parte del mar de Arafura. En su publicación de referencia mundial, «Limits of oceans and seas» (Límites de océanos y mares, 3ª edición de 1953) el mar de Arafura tiene asignado el número de identificación 48h. 

### Principales ríos que desaguan en el golfo
En el golfo desaguan muchos ríos, siendo los principales (en sentido oeste a este):
- desde el Top End:

- Río Roper (más de 500 km)), con su afluente el río Wilton;
- Río Walker

- Río Wilton

- desde el Gulf Country:

- Río Cox

- Río Calvert
- Río Gregory (321 km)
- Río Leichhardt (630 km)
- Río MacArthur
- Río Flinders (840 km)
- Río Norman (420 km)
- Río Gilbert  (887 km)

- desde la península del Cabo York:

- Río Smithburne
- Río Mitchell (750 km), con su afluente el río Alice;
- Río Staaten  (383 km)
- Río Mission
- Río Wenlock  (322 km), que tiene la mayor diversidad de peces de agua dulce de todos los ríos australianos.
- Río Archer

## Arrecifes de coral
Se sabe que el Golfo de Carpentaria contiene arrecifes periféricos y colonias de coral aisladas, pero en la actualidad no existen en el Golfo arrecifes de parche o barrera cercanos a la superficie. Las expediciones llevadas a cabo por Geoscience Australia en 2003 y en 2005 a bordo del RV Southern Surveyor revelaron la presencia de una provincia de arrecifes de coral sumergidos que cubrían al menos 300 km² (120 millas cuadradas) en el sur del Golfo. Los arrecifes de parche tienen su superficie superior a una profundidad media de 28,6 ± 0,5 m (94 ± 1,5 pies), no fueron detectados por satélites ni por fotografías aéreas, y sólo se reconocieron mediante estudios de sonar de barrido multihaz complementados con muestreo del fondo marino y vídeo. Su existencia apunta a una fase anterior, de finales del Cuaternario, de crecimiento del arrecife marco en condiciones de clima más frío y nivel del mar más bajo que el actual.

## Clima

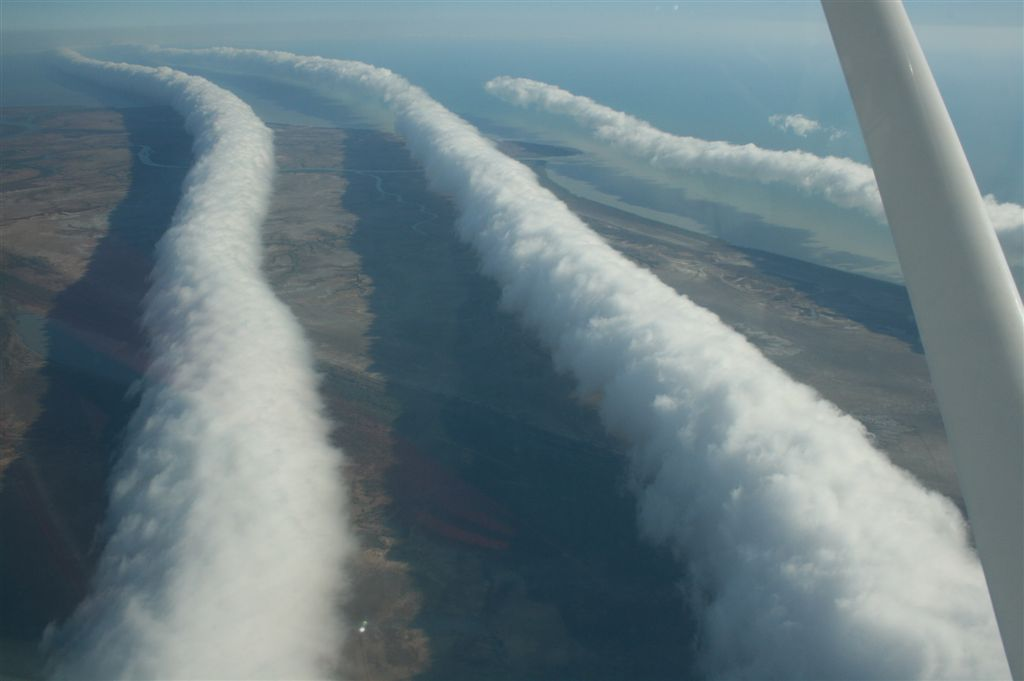
Una formación de nubes Morning Glory entre las ciudades de Burketown y Normanton, en Australia.

El clima es cálido y húmedo, con dos estaciones al año. La estación seca comienza en abril y llega hasta noviembre y se caracteriza por vientos del sureste y este sumamente secos, generados por el desplazamiento invernal de los sistemas de alta presión hacia el sur. La estación húmeda se extiende desde diciembre hasta marzo. La mayoría de la precipitación pluvial se produce en estos meses, y muchas áreas bajas se inundan durante este período.
En muchas otras partes de Australia se producen transiciones climáticas bruscas en distancias relativamente cortas. La cordillera australiana, que corre paralela a la costa este y sudeste del continente, es responsable del patrón de clima consistente en una franja costera con un régimen de lluvias razonable, una zona relativamente angosta de montañas, y luego una amplia cuenca plana interior que recibe lluvias muy escasas. En el golfo, sin embargo, no existen montañas que limiten la precipitación pluvial a la franja costera y por ello la transición desde la profusa vegetación tropical de las áreas próximas al mar hasta las zonas desérticas del centro de Australia es gradual.
En el golfo, de septiembre a octubre, se observa un fenómeno meteorológico poco frecuente, que es la formación de las nubes tipo Morning Glory (en inglés, Morning Glory cloud, que en español significa, «nube gloria de la mañana»). Son nubes en forma de rollo que pueden alcanzar los 1 000 km de largo, de 1 a 2 km de altura y que llegan a desplazarse a velocidades de hasta 60 km/h. 

## Poblaciones
Varios pueblos se encuentran a lo largo de la costa del Golfo de Carpentaria. 
- Nhulunbuy (Gove) (Territorio del Norte)

Situada en el lado oriental del Golfo de Carpentaria, en la parte noreste de Arnhem Land, posee una población de unas 4 000-4 500 personas (estimación de 2021). Nhulunbuy es una ciudad minera y el centro administrativo de la región de East Arnhem. La ciudad es conocida principalmente por su industria minera de bauxita, que es operada por Rio Tinto. Nhulunbuy tiene una población pequeña pero diversa, que incluye a muchas personas indígenas, y sirve como un centro para las comunidades indígenas circundantes. Sus principales actividades son la  minería (bauxita), servicios comunitarios, turismo (ecoturismo, cultura indígena) y servicios portuarios.
- Borroloola (Territorio del Norte)

Situada en el río McArthur, a unos 40 kilómetros de la costa sur del Golfo, posee una población de aproximadamente 1,000-1,200 personas (estimación de 2021). Borroloola es una pequeña ciudad regional que sirve como un centro para las comunidades indígenas circundantes, así como para las áreas de ganadería y minería cercanas. La ciudad tiene una fuerte conexión con el río McArthur y también sirve como un centro importante de servicios para las comunidades remotas de la región. Sus principales actividades son minería (plomo y zinc), pesca, ganadería y turismo.
- Weipa (Queensland)

Situada en la costa occidental de la Península de Cabo York, a lo largo del Golfo de Carpentaria; su población es de aproximadamente 4 000 personas (estimación de 2021). Weipa es una de las ciudades más significativas del Golfo, conocida principalmente por su gran mina de bauxita, que es una de las más grandes del mundo. La ciudad se ha desarrollado en torno a la industria minera, pero también ofrece servicios a las comunidades indígenas circundantes y al sector agrícola. Sus principales actividades son la minería de bauxita (Rio Tinto), pesca, turismo y agricultura local.
- Karumba (Queensland)

Situada en la costa suroeste del Golfo de Carpentaria, en la desembocadura del río Norman; su población es de aproximadamente 600-700 personas (estimación de 2021), aunque la población puede aumentar significativamente durante la temporada turística. Karumba es una pequeña ciudad costera conocida por su pesca, especialmente camarones y barramundi. También atrae a turistas debido a su proximidad a áreas naturales como Lawn Hill Gorge y su ambiente relajado. Sus principales actividades son la pesca (comercial y recreativa), turismo y agricultura.
- Isla Mornington (Queensland)

Situada en el grupo de las Islas Wellesley, frente a la costa norte del Golfo de Carpentaria; su población es de aproximadamente 700-800 personas (estimación de 2021). La Isla Mornington está habitada por pueblos lardil y otros grupos indígenas. La isla es conocida por su rica cultura indígena y su enfoque en la pesca, especialmente el barramundi. La isla es una pequeña pero importante parte de la comunidad indígena de la región, y también tiene algo de potencial para el ecoturismo.  Sus principales actividades son la pesca, cultura indígena y turismo a pequeña escala.
- Entorno Marino del Golfo de Carpentaria

Aunque no es una ciudad específica, es importante mencionar el entorno marino del Golfo, que alberga varias pequeñas comunidades indígenas a lo largo de sus costas. Muchas de estas comunidades, como Pormpuraaw, Mapoon y Kowanyama, están ubicadas a lo largo de la costa y dependen de las prácticas tradicionales de pesca y las industrias modernas como la minería y la agricultura. Estas comunidades varían en tamaño, desde unas pocas cientos hasta unos pocos miles de residentes, dependiendo de la comunidad específica.

## Industria
Extensas zonas de praderas marinas han permitido la explotación comercial de camarones en el Golfo.  El zinc, el plomo y la plata se extraen de la mina de zinc del río McArthur y se exportan a través del Golfo. Otra mina de zinc, Century Zinc, se encuentra en el golfo, en el lado de Queensland de la frontera. Exporta su producto a través de las instalaciones portuarias de Karumba. La industria ganadera también es una parte muy importante de la economía regional del golfo.
Según el entonces presidente de la Organización de Pescadores Comerciales del Golfo de Carpentaria, Gary Ward, el número de avistamientos de barcos indonesios pescando ilegalmente en aguas del golfo aumentó a principios de 2005. En 2011, las cifras de pesca ilegal y las interceptaciones de embarcaciones habían disminuido significativamente, atribuyéndose la causa a los esfuerzos de aplicación de la ley y a los programas de educación en Indonesia.

### Petróleo y gas
Se cree que el Golfo de Carpentaria tiene importantes reservas de petróleo y gas aún no explotadas. Los esfuerzos de exploración se han centrado históricamente en la perforación en alta mar, donde se han realizado varios estudios sísmicos para detectar posibles depósitos. La formación geológica del área y su proximidad al mar de Timor, que contiene yacimientos de hidrocarburos conocidos, sugieren que podrían existir recursos de petróleo y gas bajo las aguas del Golfo.
La exploración petrolera en la región comenzó a mediados del siglo XX, con los primeros estudios sísmicos para comprender las formaciones geológicas bajo el fondo marino. Posteriormente, se realizaron varios programas de perforación, pero la región ha visto un desarrollo comercial relativamente limitado en comparación con otras partes de Australia, como el estrecho de Bass y los campos offshore de Australia Occidental. A lo largo de los años, se han otorgado diversas licencias de exploración por parte del gobierno australiano, por lo que hay varias empresas que realizan perforaciones exploratorias para evaluar el potencial de la región.
El gobierno australiano supervisa las actividades de exploración petrolera mediante estrictas regulaciones. La Autoridad Nacional de Seguridad Petrolera y Gestión Ambiental (NOPSEMA, por sus siglas en inglés) desempeña un papel clave en garantizar que se cumplan los estándares ambientales y que la exploración no ponga en peligro los ecosistemas marinos ni la seguridad de los trabajadores en alta mar. Antes de que se pueda realizar cualquier actividad de exploración o perforación, las empresas deben presentar planes de gestión ambiental (EMP) completos, que deben demostrar cómo mitigarán los riesgos ambientales. También existen requisitos para realizar evaluaciones de impacto ambiental (EIA) y consultar con las partes interesadas, incluidos los grupos indígenas, las comunidades locales y las organizaciones de conservación.
Hasta el momento, la exploración petrolera en el Golfo de Carpentaria se encuentra en una etapa relativamente temprana. Varias empresas tienen licencias de exploración en la zona, pero la producción a gran escala no se ha logrado. El futuro de la exploración petrolera en el Golfo dependerá de más evaluaciones geológicas, las condiciones del mercado del petróleo y el gas, y la capacidad de las empresas de exploración para cumplir con los requisitos ambientales y regulatorios.

### Gran plan portuario
En 2012, Carpentaria Rail propuso un nuevo gran puerto situado al oeste de Karumba y una conexión ferroviaria con la Provincia Minera del Noroeste.  La ventaja de un puerto en Karumba en comparación con Townsville era que estaba tres o cuatro días más cerca de Asia a través de rutas marítimas. Además, se está llevando a cabo la ampliación del puerto de Bing Bong, que da servicio a la mina de zinc del río McArthur, galardonada con el premio de la Tierra del Territorio del Norte. 